# 鈴木康二朗
鈴木 康二朗（すずき やすじろう、本名：鈴木 康二郎（読み同じ）、1949年4月18日 - 2019年11月19日）は、茨城県北茨城市出身のプロ野球選手（投手）。

## 経歴

### プロ入りまで
小学4年の時に野球を始め、中学卒業後1浪して磯原高へ進学する。3年生の時にエースになるが、夏の県大会3回戦で敗退し甲子園には出場できなかった。社会人野球の日本鉱業日立に進む。1971年の都市対抗野球に日立製作所の補強選手として出場。リリーフとして活躍し準々決勝に進むが、新日本製鐵広畑の山中正竹（住友金属から補強）、三沢淳の継投に完封を喫する。この時のチームメイトに小野寺重之、後にプロで同僚となる渡辺孝博らがいた。

### 現役時代

#### ヤクルト時代
1972年のプロ野球ドラフト会議でヤクルトアトムズから5位指名を受け入団。1975年に初登板。1976年には主に中継ぎとして起用され43試合に登板、初勝利、初セーブを記録する。
1977年には開幕直後から先発ローテーションに定着、初めて規定投球回（リーグ5位、防御率3.67）に達し14勝9敗と活躍。松岡弘、安田猛と共に三本柱を形成する。勝負を避ける投手が多い中、9月3日の読売ジャイアンツ戦（後楽園球場）にて、勝負を避けずに3回2打席目の王貞治にフルカウントから決め球のシンカーを投じ世界新記録となる756号本塁打を打たれて有名になる。王に世界新記録となる756号を打たれた投手には「サイパン島ペア旅行券」をプレゼントされることになっていたが、プロとしての意地から受け取りを拒否した。『がんばれ!!タブチくん!!』では当時のその様子が大げさに描かれ、試合で必ず「王に756号を打たれた鈴木」と呼ばれていた。1983年に移籍した近鉄の春のキャンプ地が皮肉にもあろうことかサイパンだった（当時のはた山ハッチの4コマ漫画でも現地の人間に歓迎されるという描写でネタにされており、後に単行本「がんばれエガワ君」にも収録された）。通算81勝52セーブという堂々たる数字を球史に刻んでいるにもかかわらず、この話題は長く彼につきまとい、2017年夏に週刊文春で受けたインタビューもやはりこの件が見出しとなった。
1978年も13勝3敗を記録、最高勝率投手となる。チームを初のセ・リーグ優勝、日本一に導く活躍を見せた。同年5月にはセ・リーグ投手部門の月間MVPを初受賞した。同年の阪急ブレーブスとの日本シリーズでは2試合に先発。第3戦では5回まで3失点ながら打線の援護なく敗戦投手。第6戦は3回表に集中打を打たれ6失点で降板、2敗目を喫した。

#### 近鉄時代
1983年に井本隆との交換トレードで柳原隆弘とともに近鉄バファローズに移籍し、主にリリーフとして登板する。石本貴昭とのダブルストッパーとして活躍。1984年、1985年には最多セーブ（最優秀救援投手ではない）を記録した（35歳で開幕迎えたシーズンのセーブ王獲得は2010年ブライアン・シコースキーと並びパ・リーグ最年長記録タイ、日本プロ野球史上でも右投手として最年長記録タイ）。1984年のオールスターゲームに出場した際には、20世紀最後のオールスターゲーム3連投を経験している。
1986年には出番が減り、同年限りで現役引退。同僚だった金村義明によると、ある試合の乱闘で、投球練習中のブルペンから直行し、相手選手に殴りかかった際、空振りをしてしまい右肘が伸び切ってしまったのが原因だったと語っている。

### 引退後
プロ引退後も社会人軟式野球で現役を続け、茨城県代表として1995年の国民体育大会（ふくしま国体）でも登板した。引退後は故郷の北茨城市でアパレル会社や廃棄物処理会社での勤務を経て2010年に定年退職し、以降は故郷の北茨城市で余生を送っていたが、その後脳梗塞を患い、福島市内の病院で療養していた。
2019年11月19日、肺炎のため死去。70歳没。遺族の意向により、訃報は約3年後の2023年2月13日に公表された。

## 選手としての特徴
シンカー系の落ちる球を多用し、投球スタイルはスリークォーターであった。外国人選手からは「メジャーリーグで通用しそうな日本人」と言われた。
打撃のいい投手として知られ、1976年には打率.350（20打数7安打）1本塁打、1981年には打率.305（59打数18安打）1本塁打を記録した。通算で5本塁打を放っている。

## 詳細情報

### 年度別投手成績
| 年 度      | 球 団      | 登 板 | 先 発 | 完 投 | 完 封 | 無 四 球 | 勝 利 | 敗 戦 | セ 丨 ブ | ホ 丨 ル ド | 勝 率 | 打 者 | 投 球 回 | 被 安 打 | 被 本 塁 打 | 与 四 球 | 敬 遠 | 与 死 球 | 奪 三 振 | 暴 投 | ボ 丨 ク | 失 点 | 自 責 点 | 防 御 率 | W H I P |
| ---------- | ---------- | ----- | ----- | ----- | ----- | -------- | ----- | ----- | -------- | ----------- | ----- | ----- | -------- | -------- | ----------- | -------- | ----- | -------- | -------- | ----- | -------- | ----- | -------- | -------- | ------- |
| 1975       | ヤクルト   | 3     | 0     | 0     | 0     | 0        | 0     | 0     | 0        | --          | ----  | 23    | 4.0      | 10       | 2           | 2        | 0     | 0        | 0        | 0     | 0        | 7     | 7        | 15.75    | 3.00    |
| 1976       | ヤクルト   | 43    | 1     | 0     | 0     | 0        | 2     | 5     | 1        | --          | .286  | 397   | 94.2     | 93       | 9           | 34       | 1     | 1        | 52       | 0     | 0        | 43    | 38       | 3.61     | 1.34    |
| 1977       | ヤクルト   | 37    | 28    | 7     | 2     | 0        | 14    | 9     | 0        | --          | .609  | 754   | 184.0    | 171      | 21          | 41       | 1     | 14       | 72       | 0     | 0        | 84    | 75       | 3.67     | 1.15    |
| 1978       | ヤクルト   | 37    | 32    | 7     | 2     | 1        | 13    | 3     | 1        | --          | .813  | 792   | 186.0    | 203      | 34          | 51       | 4     | 10       | 70       | 2     | 0        | 95    | 85       | 4.11     | 1.37    |
| 1979       | ヤクルト   | 37    | 30    | 4     | 1     | 0        | 8     | 11    | 0        | --          | .421  | 772   | 185.2    | 198      | 20          | 45       | 7     | 8        | 68       | 1     | 0        | 95    | 88       | 4.27     | 1.31    |
| 1980       | ヤクルト   | 37    | 23    | 5     | 2     | 1        | 11    | 6     | 5        | --          | .647  | 780   | 183.2    | 194      | 17          | 46       | 3     | 14       | 75       | 0     | 0        | 70    | 61       | 2.99     | 1.31    |
| 1981       | ヤクルト   | 33    | 25    | 7     | 1     | 1        | 9     | 8     | 0        | --          | .529  | 782   | 182.0    | 190      | 18          | 46       | 4     | 8        | 78       | 6     | 0        | 88    | 77       | 3.81     | 1.30    |
| 1982       | ヤクルト   | 31    | 11    | 0     | 0     | 0        | 7     | 4     | 1        | --          | .636  | 448   | 103.1    | 116      | 14          | 34       | 3     | 4        | 36       | 1     | 2        | 54    | 46       | 4.01     | 1.45    |
| 1983       | 近鉄       | 42    | 1     | 0     | 0     | 0        | 5     | 1     | 14       | --          | .833  | 279   | 71.0     | 56       | 6           | 14       | 1     | 3        | 30       | 3     | 0        | 19    | 18       | 2.28     | 0.99    |
| 1984       | 近鉄       | 46    | 0     | 0     | 0     | 0        | 5     | 4     | 18       | --          | .556  | 339   | 78.1     | 73       | 3           | 27       | 7     | 4        | 26       | 4     | 0        | 34    | 27       | 3.10     | 1.28    |
| 1985       | 近鉄       | 47    | 0     | 0     | 0     | 0        | 5     | 2     | 12       | --          | .714  | 232   | 57.0     | 48       | 4           | 17       | 3     | 1        | 28       | 1     | 0        | 26    | 19       | 3.00     | 1.14    |
| 1986       | 近鉄       | 21    | 0     | 0     | 0     | 0        | 2     | 1     | 0        | --          | .667  | 157   | 35.0     | 43       | 3           | 9        | 3     | 3        | 13       | 2     | 0        | 21    | 17       | 4.37     | 1.49    |
| 通算：12年 | 通算：12年 | 414   | 151   | 30    | 8     | 3        | 81    | 54    | 52       | --          | .600  | 5755  | 1364.2   | 1395     | 151         | 366      | 37    | 70       | 548      | 20    | 2        | 636   | 558      | 3.68     | 1.29    |

- 各年度の太字はリーグ最高

### タイトル
- 最高勝率：1回（1978年）

### 表彰
- 月間MVP：1回（1978年5月）

### 記録
投手記録
- 初登板：1975年7月29日、対大洋ホエールズ13回戦（川崎球場）、6回裏に5番手で救援登板・完了、3回2失点
- 初奪三振：1976年4月4日、対読売ジャイアンツ2回戦（明治神宮野球場）、9回表に淡口憲治から
- 初勝利：1976年6月6日、対阪神タイガース11回戦（阪神甲子園球場）、4回裏無死に2番手で救援登板・完了、6回1失点
- 初セーブ：1976年7月31日、対大洋ホエールズ16回戦（明治神宮野球場）、8回表に2番手で救援登板・完了、2回無失点
- 初先発・初先発勝利：1976年10月19日、対阪神タイガース26回戦（阪神甲子園球場）、6回2失点
- 初完投勝利：1977年4月6日、対広島東洋カープ2回戦（明治神宮野球場）、9回2失点
- 初完封勝利：1977年7月5日、対読売ジャイアンツ13回戦（札幌市円山球場）
- 1000投球回：1981年9月20日、対広島東洋カープ24回戦（広島市民球場）　※史上201人目

打撃記録
- 初安打：1976年4月28日、対阪神タイガース5回戦（明治神宮野球場）、7回裏に古沢憲司から
- 初本塁打・初打点：1976年5月4日、対大洋ホエールズ3回戦（川崎球場）、9回表に渡辺秀武からソロ

その他の記録
- オールスターゲーム出場：3回 （1977年、1978年、1984年）

### 背番号
- 45（1973年 - 1976年）
- 21（1977年 - 1982年）
- 12（1983年 - 1986年）